# ライフ・ウィズ・ミュージック
『ライフ・ウィズ・ミュージック』（Music）は、2021年のアメリカ合衆国の音楽映画。シンガーソングライターのシーアの映画初監督作品で、出演はケイト・ハドソンとマディ・ジーグラーなど。ロサンゼルスを舞台に、元ドラッグディーラーで更生を目指す女性が自閉症の異母妹らとの交流を通じて成長していく姿を描いたヒューマンドラマ。

## ストーリー
アルコール依存症のリハビリテーションプログラムを受け、孤独に生きるズーは、祖母の急死により長らく会っていなかった自閉症の妹・ミュージックと暮らすことに。頭の中ではいつも音楽が鳴り響く色とりどりの世界が広がっているが、周囲の変化に敏感なミュージックとの生活に戸惑い、途方に暮れるズー。そこへアパートの隣人・エボが現れ、優しく手を差し伸べる。次第に3 人での穏やかな日々に居心地の良さを覚え始めたズーは、孤独や弱さと向き合い、自身も少しずつ変わろうとしていく。

## キャスト
- ズー: ケイト・ハドソン - アルコール依存症のドラッグディーラー。
- ミュージック: マディ・ジーグラー - ズーの自閉症の妹。
- エボ: レスリー・オドム・Jr - ボクシングのコーチ。
- ジョージ: ヘクター・エリゾンド - アパートの管理人。
- ミリー: メアリー・ケイ・プレイス - ズーとミュージックの祖母。
- フェリックス: ベト・カルビーヨ - 近所の大柄な少年。エボの教え子。
- タナー: ブランドン・スー・フー - フェリックスのボクシングの試合の対戦相手。
- 子ども向けテレビ番組のホスト: ティグ・ノタロ（英語版）
- ルディ: ベン・シュワルツ - ドラッグディーラー。
- イヴリン: ジュリエット・ルイス - ズーの客。
- イヴリンの母: キャシー・ナジミー
- エボの隣人: ヘンリー・ロリンズ

## 主題歌
「Together」 - シーア
日本版カバーソングをELAIZAが担当

## 作品の評価

### 映画批評家によるレビュー
Rotten Tomatoesによれば、55件の評論のうち高評価は7%にあたる4件で、平均点は10点満点中3.5点、批評家の一致した見解は「自閉症の描き方は不快で、そして本質的にあらゆる点で痛々しいほど間違っている『ライフ・ウィズ・ミュージック』は、ボツになることを懇願している虚栄のプロジェクトである。」となっている。
Metacriticによれば、18件の評論のうち、高評価はなく、賛否混在は6件、低評価は12件で、平均点は100点満点中23点となっている。

### 受賞歴
| 賞                     | 授賞式開催日  | 部門                                              | 対象者                         | 結果       | 参照          |
| ---------------------- | ------------- | ------------------------------------------------- | ------------------------------ | ---------- | ------------- |
| ゴールデングローブ賞   | 2021年2月28日 | 映画部門 作品賞（ミュージカル・コメディ部門）     |                                | ノミネート | [ 8 ] [ 9 ]   |
| ゴールデングローブ賞   | 2021年2月28日 | 映画部門 主演女優賞（ミュージカル・コメディ部門） | ケイト・ハドソン               | ノミネート | [ 8 ] [ 9 ]   |
| ゴールデンラズベリー賞 | 2021年4月24日 | 最低作品賞                                        | シーア、ヴィンセント・ランディ | ノミネート | [ 10 ] [ 11 ] |
| ゴールデンラズベリー賞 | 2021年4月24日 | 最低監督賞                                        | シーア                         | 受賞       | [ 10 ] [ 11 ] |
| ゴールデンラズベリー賞 | 2021年4月24日 | 最低主演女優賞                                    | ケイト・ハドソン               | 受賞       | [ 10 ] [ 11 ] |
| ゴールデンラズベリー賞 | 2021年4月24日 | 最低助演女優賞                                    | マディ・ジーグラー             | 受賞       | [ 10 ] [ 11 ] |